# Gottfried Richter (jurist)
Carl Johan Gottfried Richter, född den 22 oktober 1824 i Asmundtorps socken, Malmöhus län, död den 4 mars 1904 i Jönköping, var en svensk jurist.
Richter blev student vid Lunds universitet 1841 och avlade examen till rättegångsverken där 1847. Han blev vice häradshövding 1854 och notarie i Göta hovrätt 1866. Richter var häradshövding i Nordals, Sundals och Valbo domsaga från 1875 till sin död. Han blev riddare av Nordstjärneorden 1885.